# Calliostoma schroederi
Calliostoma schroederi är en snäckart som beskrevs av Clench och Carlos Guillermo Aguayo 1938. Calliostoma schroederi ingår i släktet Calliostoma och familjen Calliostomatidae. Inga underarter finns listade i Catalogue of Life.